# Regione di Atsimo-Andrefana
La regione di Atsimo-Andrefana è una regione della provincia di Toliara, nel Madagascar sud-occidentale.
Il capoluogo della regione è Toliara.
Ha una popolazione di 1 018 500 abitanti distribuita su una superficie di 66236 km².

## Geografia antropica

### Suddivisioni amministrative
La regione è suddivisa in nove distretti:
- distretto di Ampanihy
- distretto di Ankazoabo
- distretto di Benenitra
- distretto di Beroroha
- distretto di Betioky Sud
- distretto di Morombe
- distretto di Sakaraha
- distretto di Toliara I
- distretto di Toliara II